# Großsteingrab Unseburg
Das Großsteingrab Unseburg war eine jungsteinzeitliche megalithische Grabanlage in Unseburg, einem Ortsteil der Gemeinde Bördeaue im Salzlandkreis, Sachsen-Anhalt. Es wurde im späten 19. oder frühen 20. Jahrhundert zerstört. Über die genaue Lage oder die Beschaffenheit des Grabes liegen keinerlei Angaben vor. Es ist lediglich bekannt, dass 1870 bei Unseburg „in einem Hünengrabe“ eine große Anzahl gut erhaltener Keramikgefäße gefunden wurden. Das einzige erhaltene Gefäß ist eine 8,8 cm hohe Tasse der Bernburger Kultur, die zunächst ins Harzmuseum Wernigerode gelangte und sich heute im Landesmuseum für Vorgeschichte in Halle (Saale) befindet. Der Verbleib der restlichen Gefäße ist unbekannt.